# Kirill Karabits
Kirill Karabits OBE (en ucraïnès Кири́ло Іва́нович Кара́биць, romanitzatKirilo Ivànovitx Karàbits; nascut el 26 de desembre de 1976) és un director d'orquestra ucraïnès.

## Biografia

### Primers anys de vida
Fill del director d'orquestra i compositor Ivan Karabits, Karabits va néixer a Kíiv (llavors a la RSS d'Ucraïna de la Unió Soviètica). De jove, Karabits va estudiar piano, musicologia i composició, i va desenvolupar un interès per la direcció d'orquestra a 13 anys. Entre les seves primeres professores hi havia Tatiana Kozlova. A Kíiv, va estudiar a l'Escola de Música Lysenko i, més tard, a l'⁣Acadèmia Nacional de Música Txaikovski. El 1995, va començar els estudis a la Musikhochschule de Viena i va obtenir un diploma en direcció d'orquestra després de cinc anys d'estudi. També va assistir a la Internationale Bachakademie Stuttgart, on va ser alumne de Helmuth Rilling i Peter Gülke. Ha fet treballs acadèmics a l'arxiu musical de la Berliner Singakademie, com ara la transcripció de la Passió segons Sant Joan de Carl Philipp Emanuel Bach de 1784, que es creia perduda.

### Carrera professional
Karabits va fer la seva primera aparició pública com a director d'orquestra a 19 anys. Va ser director assistent de l'⁣Orquestra del Festival de Budapest del 1998 al 2000. També va ser director associat de l'⁣Orquestra Filharmònica de Ràdio França del 2002 al 2005. Del 2005 al 2007, Karabits va ser el principal director convidat de l'⁣Orquestra Filharmònica d'Estrasburg.

#### Orquestra Simfònica de Bournemouth
L'octubre de 2006, Karabits va fer la primera aparició com a director amb l'⁣Orquestra Simfònica de Bournemouth (BSO) i hi va tornar l'octubre de 2007, en ambdós concerts van rebre elogis. El novembre de 2007, la BSO va anunciar el nomenament de Karabits com a 13è director principal, després d'una votació unànime dels músics de l'orquestra, amb efecte a partir de la temporada 2009-2010. El nomenament a la BSO va marcar el primer càrrec de direcció principal de Karabits. Va ocupar el títol de director principal designat per a la temporada 2008-2009, amb tres concerts. va fer la seva primera aparició com a director als Proms amb la BSO l'agost de 2009, i va assumir formalment el càrrec de director principal l'octubre de 2009. Va ser el primer director ucraïnès nomenat director principal d'una orquestra del Regne Unit. L'agost de 2011, Karabits i la BSO van acordar una extensió de tres anys del seu contracte fins a la temporada 2015-2016. El 2015, Karabits va signar un contracte continu com a director principal.
Karabits va dirigir diverses estrenes amb l'orquestra de Bournemouth, incloent-hi l'estrena al Regne Unit d'Absence de Magnus Lindberg, Unforged de Carmen Ho (novembre de 2021), Simfonia núm. 2 de Nurymov (19 de gener de 2022), Cosmologia d'Ali-Zadeh Nizami (abril de 2022), Concert per a violoncel d'Akimenko (octubre de 2022) i Terricone d'Anna Korsun (gener de 2023). Karabits va concloure el seu mandat com a director principal de l'orquestra al final de la temporada 2023-2024, i ara té el títol de director laureat, i és director artístic del projecte Voices from the East de l'orquestra.

### Altres treballs de direcció
Karabits va debutar com a director nord-americà amb l'⁣Orquestra Simfònica de Houston el març de 2009. Karabits va dirigir per primera vegada l'Orquestra I, CULTURE de Polònia el 2013 i es va convertir en el seu director artístic el 2014. El novembre de 2014 va fer les seves primeres aparicions com a director convidat amb la Staatskapelle Weimar. Va dirigir per primera vegada una producció al Deutsches Nationaltheater i Staatskapelle Weimar el març de 2015. A partir d'aquestes aparicions, el juliol de 2015, el Deutsches Nationaltheater i la Staatskapelle Weimar van nomenar Karabits el seu següent Generalmusikdirektor (GMD) i director principal, amb efecte a partir de la temporada 2016-2017, amb un contracte inicial de 3 anys. El juny de 2018, el DNT i la Staatskapelle Weimar van anunciar la finalització prevista del mandat de Karabits com a director general de l'empresa per a l'estiu de 2019, després de la impossibilitat d'arribar a termes per allargar el seu mandat.
A l'òpera, Karabits va dirigir l'estrena a París de Les orages désirés de Gérard Condé l'any 2003. Va debutar a l'⁣English National Opera el 2010 amb Don Giovanni. El seu debut com a director convidat a la Deutsche Oper Berlin va ser amb Borís Godunov el 2017.

### Enregistraments
Amb la Staatskapelle Weimar ha gravat Strauss i Liszt. Amb la BSO, Karabits ha enregistrat música de Rodion Shchedrin per al segell Naxos i música d'Aram Khatxaturian per al segell Onyx Classics. Va enregistrar un cicle complet de les set simfonies de Prokófiev amb la BSO en Onyx del 2013 al 2015, que incloïa el fragment simfònic de 1902, la versió original de la quarta i el final alternatiu de la setena. Una sèrie de CD amb música de compositors d'Armènia, Azerbaidjan, Turkmenistan i Ucraïna, com ara Qara Qarayev, Borís Liatoixinski, Chary Nurymov i Avet Terterian, ha aparegut al segell Chandos. La seva interpretació de Sardanapalo de Liszt a Weimar va ser posteriorment publicada en CD per Audite.